# Eppendorfer Moorgraben
Der Eppendorfer Moorgraben ist ein ca. 600 langer Graben in Hamburg-Groß Borstel, der um 1965 angelegt wurde. Er dient zur Entwässerung des Eppendorfer Moors sowie den angrenzenden Kleingärten und wird über den Inselkanal in die Alster geleitet.

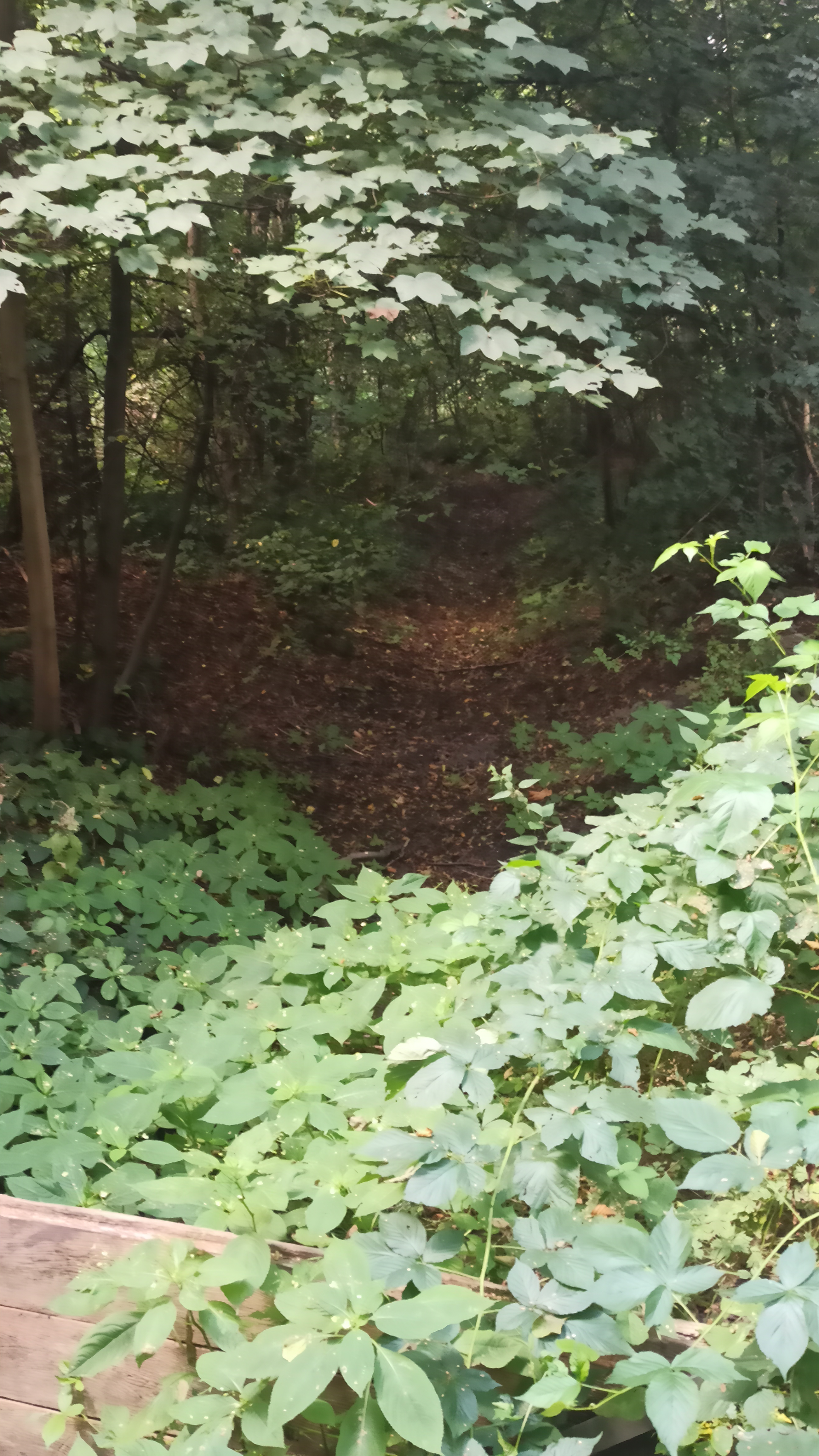
Verteilungsgraben des Eppendorfer Moorgrabens

Kurz vor dem Abfluss über ein Regenwassersiel (R-Siel) an der Alsterkrugchaussee wurde ein Verteilungsgraben angelegt.

## Trivia
Der Graben ist bei verschiedenen Kartendiensten unterschiedlich angegeben:
- Bei Google Maps ist der Verteilungsgraben als Stück des Grabens deklariert, dafür fehlt der Teilabschnitt und ein Ausläufer in Richtung Alsterkrugchaussee.
- Bei OpenStreetMap ist der Verteilungsgraben ebenfalls als Stück des Grabens deklariert, zudem fehlt der erste Teilabschnitt.